# Kino TV
Kino TV (do 12 września 2017 roku: FilmBox) – kanał filmowy, dystrybuowany w Polsce przez Kino Polska TV SA.

## Historia
Kanał, pod nazwą FilmBox, został udostępniony polskim widzom 1 września 2007 roku, pojawił się wtedy w ofercie sieci kablowej Multimedia Polska. W kwietniu 2008 roku znalazł się w ofercie sieci telewizji kablowej i platform cyfrowych, a następnie dołączył do oferty platformy Cyfrowy Polsat, gdzie zastąpił inny filmowy kanał – TV 1000. 12 września 2017 roku nazwa kanału FilmBox została zastąpiona przez Kino TV. Stacja zmieniła też logo. 1 lutego 2019 roku kanał rozpoczął nadawanie w wysokiej rozdzielczości, zastępując wersję SDTV.

## Profil stacji
Kino TV to kanał prezentujący znane filmy i seriale – pozycje uznane za kultowe, a także nowsze. W ofercie programowej znaleźć można m.in. kino akcji, obrazy wielokrotnie nagradzane na najważniejszych festiwalach filmowych, dramaty, komedie, wysokobudżetowe produkcje, a także cieszące się popularnością seriale (takie jak „Poirot” i „Przygody Merlina”).
W ramówce Kino TV znajdują również stałe cykle filmowe, np. „Kobiece poniedziałki”, „Mocne piątki”, a w czwartki „Wieczór z horrorem”.

## Dostępność
Kino TV dostępne jest w ofercie operatorów kablowych i platform satelitarnych, m.in.:
Polsat Box (pozycja 34),
Platforma Canal+ (pozycje 44 i 98; dawniej poz. 67),
UPC (pozycja 246 lub 468; zależne od posiadanego dekodera),
Vectra (pozycja 314),
Netia (pozycja 168),
Inea (pozycja 222),
Orange (pozycja 233),
Toya (pozycja 108; dawniej poz. 80),
Multimedia Polska (pozycja 152).